# هیلدا نیلسون
هیلدا نیلسون (۲۴ مارس ۱۸۷۶ – ۱۰ اوت ۱۹۱۷) یک قاتل زنجیره‌ای سوئدی از شهر هلسینگبورگ بود. او یکی از مخوف‌ترین قاتلان زنجیره‌ای تاریخ سوئد است.
در سال ۱۹۱۷، او برای قتل هشت کودک به زندان افتاد. در نتیجه دادگاهی که در ۱۵ ژوئن ۱۹۱۷ برگزار شد، او به مرگ محکوم شد. او با خودکشی در زندان لاندسکرونا از مجازات اعدام گریخت. او خودش را با یک پارچهٔ کتانی در سلول خود به دار کشید.

## قتل‌ها

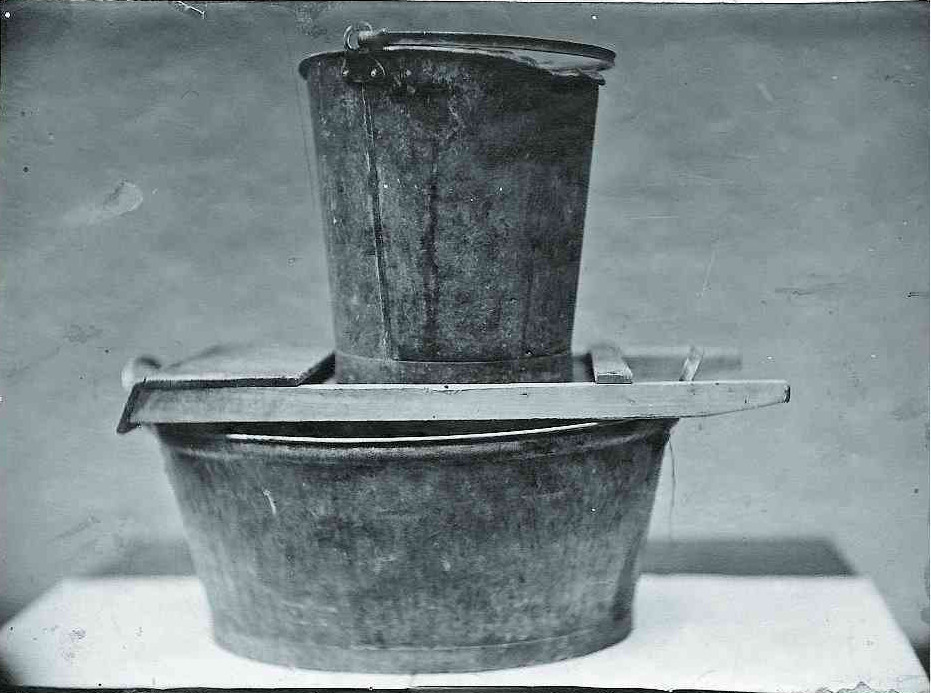
ابزاری که نیلسون برای خفه کردن کودکان استفاده می‌کرد.

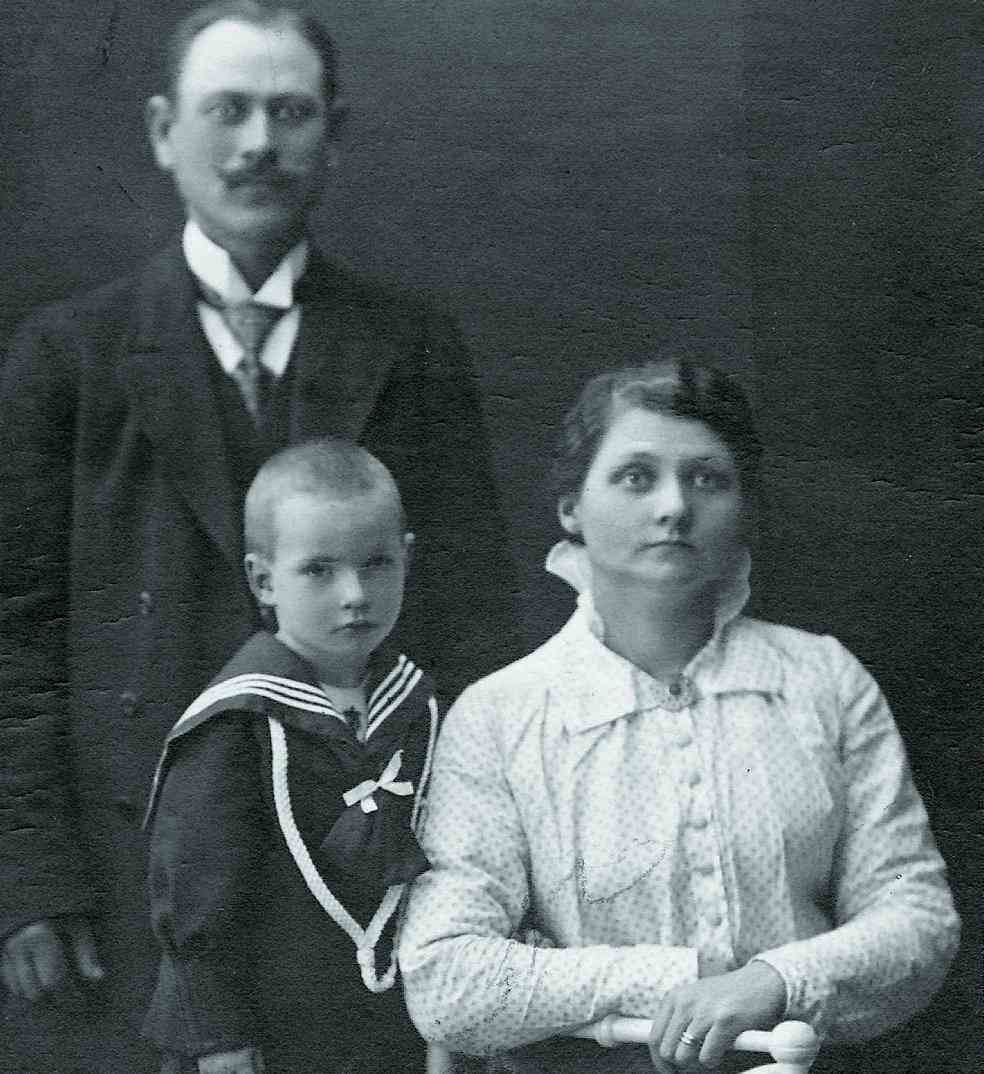
هیلدا نیلسون با همسرش گوستاف و یک کودک ناشناس

1. ↑  Bolmstedt, Åsa. "Änglamakerskan" [The angel maker]. Populär Historia (به سوئدی). LRF Media. Archived from the original on 8 December 2015. Retrieved 1 December 2015.
2. ↑  Dahlgren, Charlotta (15 March 2008). "Hon mördade fosterbarnen i tvättstugan" [She murdered children in the wash room]. Wendela (به سوئدی). Aftonbladet. Archived from the original on 8 December 2015. Retrieved 1 December 2015.